# Pantomus parvulus
Pantomus parvulus är en kräftdjursart som beskrevs av Alphonse Milne-Edwards 1883. Pantomus parvulus ingår i släktet Pantomus och familjen Pandalidae. Inga underarter finns listade i Catalogue of Life.